# Calolydella concinna
Calolydella concinna är en tvåvingeart som först beskrevs av Wulp 1890.  Calolydella concinna ingår i släktet Calolydella och familjen parasitflugor. Inga underarter finns listade.